# Epidendrum difforme
Epidendrum difforme Jacq., 1760 è una pianta della famiglia delle Orchidacee originaria dei Caraibi.

## Descrizione
È un'orchidea di dimensioni molto variabili, da piccole a grandi che cresce epifita sugli alberi della foresta tropicale montana. E. difforme è una pianta cespitosa con steli eretti oppure pendenti, avvolti da brattee fogliari, che portano foglie amplessicauli, carnose, coriacee, di forma da oblunga a ellittico-lanceolata, ad apice ottuso. 
La fioritura può avvenire in qualsiasi periodo dell'anno, ma è più probabile in tarda primavera - estate e si realizza mediante un'infiorescenza racemosa, normalmente breve, ombrelliforme, recante da uno a molti fiori. Questi non arrivano mai a 3 centimetri di dimensioni, sono gradevolmente profumati, sono carnosi, cerosi e hanno petali e sepali a forma lanceolata, di colore verde o bianco, come il labello che si presenta bilobato.

## Distribuzione e habitat
La specie è originaria delle Piccole Antille e dell'isola di Trinidad, dove cresce epifita sugli alberi della foresta tropicale, fino a 3000 metri di quota.

## Sinonimi
Auliza difformis (Jacq.) Small, 1913

Amphiglottis difformis (Jacq.) Britton, 1924

Neolehmannia difformis (Jacq.) Pabst, 1978

Epidendrum umbelliferum J.F.Gmel., 1791

Epidendrum radiatum Hoffmanns., 1842, nom. illeg.

Epidendrum virens Hoffmanns., 1842

Epidendrum arachnoideum Barb.Rodr., 1877

## Coltivazione
Questa pianta ha necessità di poca luce, con temperature fresche durante tutto il corso dell'anno, è bene aumentare un po' la temperatura all'epoca della fioritura.